# Sproget.dk

sproget.dk er en sprogportal for det danske sprog, oprettet i 2007, som et samarbejde mellem Dansk Sprognævn (DSN) og Det Danske Sprog- og Litteraturselskab (DSL). Hjemmesiden indeholder bl.a. temasider om forskellige sproglige og sprogvidenskabelige emner, samt et søgefelt der giver adgang til oplysninger fra Retskrivningsordbogen, Den Danske Ordbog og Ordbog over det danske Sprog.
Sproget.dk har som formål at:
- give en samlet indgang til officielle og autoritative opslagsværker
- give professionel sproglig hjælp, i form af råd og vejledning om sproglige problemer, samt at forklare svære emner forståeligt
- skabe øget sproglig bevidsthed, for eksempel med hensyn til nuancer, præcision og sprogets virkning, ved blandt andet at udnytte netmediets muligheder og interaktivitet
- synliggøre og udbrede viden om dansk sprog.[1]

## Historie
Sproget.dk åbnede i 2007 med Kulturministeriets støtte som et af de tiltag der opstod ud fra diskussionerne af arbejdet med rapporten Sprog på spil, der blev udgivet i 2003. En redaktion blev nedsat i 2005. I 2012, hvor hjemmesiden havde ca. 10.000 besøgende om dagen, fik sproget.dk et nyt design.

## Ekstern henvisning
- sproget.dk